# 7163 Barenboim
7163 Barenboim (tên chỉ định: 1984 DB) là một tiểu hành tinh vành đai chính. Nó được phát hiện bởi Eleanor F. Helin và R. Scott Dunbar ở Đài thiên văn Palomar ở San Diego, California, ngày 24 tháng 2 năm 1984. Nó được đặt theo tên Daniel Barenboim, nhà soạn nhạc Argentine.